# Tectaria degeneri
Tectaria degeneri är en ormbunkeart som beskrevs av Edwin Bingham Copeland. Tectaria degeneri ingår i släktet Tectaria och familjen Tectariaceae. Inga underarter finns listade.